# Arenys d'Empordà
Arenys d'Empordà es una entidad de población española del municipio de Garrigás, perteneciente a la provincia de Gerona, en la comunidad autónoma de Cataluña.

## Geografía
El nombre del lugar puede encontrarse mencionado con las formas Arenys de Ampurda y Arenys d'Empordà.

## Historia
A mediados del siglo XIX, el lugar, por entonces con ayuntamiento propio y compuesto por los barrios de Arenys de Dalt y Arenys de Baix, tenía contabilizada una población de 323 habitantes. Aparece descrito en el segundo volumen del Diccionario geográfico-estadístico-histórico de España y sus posesiones de Ultramar de Pascual Madoz de la siguiente manera:

ARENYS DE AMPURDA: l. con ayunt. de la prov. y dióc. de Gerona (3 1/2 leg.), part. jud. de Figueras (1 1/2), aud. terr. y c. g. de Barcelona (17): divídese en 2 barrios separados 1/4 de hora el uno del otro, llamado el uno Arenys de Dalt (de arriba) y el otro Arenys de Baix (de abajo): el primero que es el mayor, está sit. á 200 pasos del r. Fluvia, sobre una colina de poca elevacion, desde la cual se descubren los vastos olivares y viñedos de las márg. de aquel r.; disfruta de buena ventilacion y clima saludable; de las propias ventajas topográficas goza el otro barrio, sit. á igual dist. de dicho r., en terreno llano, rodeado de un espeso bosque de olivos, lo que le da un aspecto bastante meláncolico: las casas de uno y otro barrio son mal cuidadas y poco aseadas abundan de aguas potables que solo tienen el defecto de ser algo insípidas; y hay 1 igl. parr. sit. en el barrio alto, de aspecto tan pobre como sus adornos y construccion; de 1 sola nave, con 8 altares, dedicada á San Saturnino, cuya festividad se celebra el día 29 de noviembre, y servida por 1 cura párroco cuya plaza se provee previa oposicion en concurso general. Confina el térm. por el N. con el de Garrigas, por el E. con el de Sta. Eulalia, por el S. con el r. Fluvia, y por el O. con el de Vilajoan: el terreno es llano con pequeñas hondonadas por donde pasan las aguas que nacen de las fuentes del term., con las cuales se riegan los huertos de ambos vecindarios, cuyo beneficio reciben tambien de las del Fluvia si bien algunas veces sus fuertes avenidas causan graves perjuicios; dentro de la jurisd. se unen á este r. las aguas pluviales que recoge un pequeño torrente. Los caminos son de pueblo á pueblo, todos carreteros, medianamente cuidados, y lá carretera real de Barcelona á Francia, pasa á 1/2 leg. de la pobl. Su único comercio consiste en venderlo sobrante de sus frutos en los mercados de Gerona y Figueras: prod. aceite en abundancia y de muy buena calidad, vino muy estimado para el uso comun, aunque poco licoroso, poco trigo mezcladizo, hortalizas y frutas; abunda en caza de perdices: pobl.: de Arenys de Dalt 43 vec., 213 alm.; de Arenys de Baix 22 vec., 110 alm.: cap. prod.: 1.339,200 rs.: imp.: 33,480 rs. vn.
(Madoz, 1845, p. 520)

En 2023 la entidad singular de población de Arenys d'Empordà, perteneciente al municipio de Garrigás, tenía empadronados 24 habitantes.